# Cristian Perfumo
Cristian Perfumo (Puerto Deseado, Santa Cruz, 1983) es un escritor autopublicado especializado en thrillers ambientados en la Patagonia argentina. Fue finalista del Premio Clarín de Novela en el año 2018 y ganador de Premio Literario Amazon Storyteller en el 2017 con la novela El coleccionista de flechas.

## Biografía
Nacido y criado en Puerto Deseado, Provincia de Santa Cruz, Patagonia Argentina, ha fijado su residencia en la ciudad de Barcelona (España), desde el año 2006, después de vivir muchos años en Australia.
Autopublicado de raza, se ha convertido en uno de los referentes literarios a través de la plataforma de Amazon. En varias oportunidades ha expresado que a los autopublicados no se les considera autores de verdad.
Sus novelas se han traducido al inglés y al francés.
En el año 2021, el diario La Nación lo ha mencionado como uno de los referentes argentinos.

## Premios
- Premio Literario Amazon Storyteller del 2017[11][12]